# Bayerischer Blinden- und Sehbehindertenbund
Der Bayerische Blinden- und Sehbehindertenbund e.V. (BBSB) ist ein gemeinnütziger Verein mit Sitz in München. Zum 31. Dezember 2018 hatte der Verein 7.962 Mitglieder. Gegründet wurde er im Juli 1920 unter dem Namen Bayerischer Blindenbund. Der Verein versteht sich als Selbsthilfeorganisation und Interessenvertretung der in Bayern lebenden blinden und sehbehinderten, taubblinden und hörsehbehinderten Menschen sowie der in Bayern lebenden Personen, deren Erkrankung zu Erblindung oder Sehbehinderung führen kann. Derzeit sind 520 Personen für den Verein in haupt- oder ehrenamtlicher Funktion tätig (Stand 2017).

## Dienste und Angebote

### Beratungs- und Begegnungszentren
Zur Wahrnehmung regionaler Aufgaben gliedert sich der BBSB in zehn rechtlich nicht selbstständige Bezirksgruppen (von Nord nach Süd):
- Aschaffenburg: Bezirksgruppe Unterfranken-Aschaffenburg-Miltenberg
- Würzburg: Bezirksgruppe Unterfranken-Würzburg
- Bayreuth: Bezirksgruppe Oberfranken
- Nürnberg: Bezirksgruppe Mittelfranken
- Regensburg: Bezirksgruppe Oberpfalz
- Augsburg: Bezirksgruppe Schwaben-Augsburg
- Kempten: Bezirksgruppe Allgäu
- München: Bezirksgruppe Oberbayern-München
- Rosenheim: Bezirksgruppe Oberbayern-Rosenheim
- Plattling: Bezirksgruppe Niederbayern

Die Bezirksgruppen unterhalten Beratungsstellen (oder auch Beratungs- und Begegnungszentren, BBZ). Neben der Beratung der Mitglieder finden dort Sozial- und Hilfsmittelberatungen und regelmäßige Veranstaltungen zu selbsthilfespezifischen Themen statt und sie dienen als Treffpunkt für die Mitglieder zum Erfahrungsaustausch.
Die Landesgeschäftsstelle des BBSB befindet sich in München.

### Ehrenamtliche Blinden- und Sehbehindertenberater
Der BBSB bildet über eine interne Qualifizierungs- und Weiterbildungsmaßnahme blinde und sehbehinderte Menschen zu ehrenamtlichen Unterstützern aus. Als geschulte Berater nehmen diese Kontakt zu Betroffenen auf und bieten persönliche Beratungsgespräche in den BBZs oder auch zu Hause an.

### Rehabilitation
Der Rehabilitationsdienst (Reha-Dienst) ist eine Vermittlungsdienstleistung des Vereins, bei der Mitglieder an qualifizierte und ausgebildete, externe Rehabilitationstrainer (Reha-Trainer) mit einer Zusatzqualifikation als Low-Vision-Trainer vermittelt werden. Diese bieten Unterricht und Förderung in den Bereichen Orientierung und Mobilität (z. B. selbstständiges Gehen mit dem Langstock), Lebenspraktische Fertigkeiten (z. B. Erkennen von Münzen und Banknoten) oder im Umgang mit (technischen) Hilfsmitteln (z. B. Umgang mit Sehhilfen).

### Rechtsberatung und Rechtsvertretung
Der BBSB gewährt innerhalb seines satzungsgemäßen Aufgabenbereichs und im Rahmen des rechtlich Zulässigen Rat und Hilfe in Rechtsangelegenheiten. In den Sozialabteilungen erhalten Betroffene Beratung zu sozialrechtlichen Fragen und Unterstützung bei der Inanspruchnahme gesetzlicher und sonstiger Sozialleistungen. Sozialleistungen können z. B. ein Antrag auf einen gesetzlichen Nachteilsausgleich (Blindengeld) oder Anträge auf Leistungen der gesetzlichen Kranken- und Pflegeversicherung (Kostenübernahme für ein Hilfsmittel) sein.

### Hilfsmittelberatung
In Nürnberg hat die Hilfsmittelberatung Nord der Bezirksgruppe Mittelfranken und in München hat die Hilfsmittelberatung Süd der Bezirksgruppe Oberbayern-München ihren jeweiligen Sitz. Ratsuchende erhalten eine individuelle Beratung und können viele der (technischen) Hilfsmittel und Sehhilfen testen, wie etwa DAISY-Player, PCs inkl. Vergrößerungs- oder Screenreader-Software, Bildschirmlesegeräte und sprechende oder tastbare Haushaltshelfer und -geräte.

### Blickpunkt Auge
„Blickpunkt Auge – Rat und Hilfe bei Sehverlust“ (BPA) ist ein Angebot des Deutschen Blinden- und Sehbehindertenverbandes (DBSV). Die Berater sind vorwiegend selbst von einer Augenerkrankung betroffen. Sie stehen in Verbindung mit Fachleuten der Augenmedizin, Augenoptik, Rehabilitation, Psychologie, Pädagogik und Alterswissenschaften. Das Angebot wendet sich ausschließlich an Menschen mit nachlassendem Sehvermögen. Ziel ist es, Betroffenen, ihren Angehörigen und Bezugspersonen Rat und Hilfe zu allen mit einer Augenerkrankung verbundenen Fragen anzubieten. Als Landesverband des DBSV setzt der BBSB das Projekt Blickpunkt-Auge in Bayern um. Um Beratung und Unterstützung vor Ort anbieten zu können, werden schrittweise regionale Anlaufstellen auf- und ausgebaut. In Bayern bietet der BBSB derzeit folgende Blickpunkt-Auge Beratungsangebote:
- Beratungsstellen im BBZ Nürnberg, BBZ München, BBZ Rosenheim, BBZ Regensburg,  BBZ Augsburg, BBZ Würzburg
- Beratungstelefone in den BBZ Plattling und Augsburg

### BIT-Zentrum
Das Beratungs-, Informations- und Textservice-Zentrum (BIT) ist eine gemeinnützige, rechtlich nicht selbstständige Einrichtung des BBSB, die Texte und Zeichnungen in barrierefreie, blinden- und sehbehindertengerechte Formate umsetzt. Das BIT-Zentrum bietet derzeit über 1.500 Veröffentlichungen in Punktschrift, als Großdruck oder Hörbuch zum Verkauf an. Der individuelle Textservice des BIT-Zentrums setzt individuelle Kundenwünsche in Brailleschrift, Großdruck, digitaler Form oder als Hörbuch um. Der BIT Teleservice ist unter einer Münchner Festnetznummer erreichbar. Über diese Telefonnummer können sich Interessenten beispielsweise die aktuellen Videotexte von ARD, ZDF oder des BR vorlesen lassen. Dem BIT-Zentrum untergliedert sind auch die Hilfsmittelberatung Nord und Hilfsmittelberatung Süd.

### Referate
In ehrenamtlich geführten Referaten innerhalb des BBSB werden spezielle Themen behandelt. Die Referenten sind selbst von einer Blindheit oder Sehbehinderung betroffen. Aktuell gibt es Referate für folgende Bereiche:
- Barrierefreie Umwelt und Verkehrsraumgestaltung
- Elternarbeit
- Forum Arbeit und Beruf (FarBe)
- Führhundangelegenheiten
- Diabetesberatung
- Jugend und Ausbildung
- Hör- und Sehbehinderung, Taubblindheit
- Frauenarbeit
- Sehbehindertenbelange
- Elektronische Hilfsmittel für blinde Menschen
- Elektronische Hilfsmittel für sehbehinderte Menschen
- Sport

## Mitgliedschaften und Kooperationen
Der BBSB ist ordentliches Mitglied des Dachverbands der deutschen Blinden- und Sehbehindertenselbsthilfe, dem Deutschen Blinden- und Sehbehindertenverband (DBSV e. V.). Des Weiteren ist er u. a. Mitglied der Landesarbeitsgemeinschaft Selbsthilfe Bayern (LAG Selbsthilfe Bayern) sowie des Paritätischen Wohlfahrtsverbandes Bayern. Der BBSB ist Alleingesellschafter des AURA-HOTEL Kur- und Begegnungszentrum Saulgrub gGmbH. In Mitträgerschaft ist der Verein u. a. beteiligt:
- Berufsförderungswerk Würzburg in Veitshöchheim, Bildungszentrum für Blinde und Sehbehinderte
- Nürnberger Wohn- und Werkstätten für Blinde und Sehbehinderte (NWW) mit Sitz in Nürnberg
- Südbayerische Wohn- und Werkstätten für Blinde und Sehbehinderte (SWW) mit Sitz in München

Ebenso ist er Mitgesellschafter bei den Integrationsfachdiensten IFD Nürnberg gGmbH, IFD München-Freising gGmbH, IFD Oberfranken gGmbH.